# Jaak Vandemeulebroucke
Jaak Vandemeulebroucke (* 27. Mai 1943 in Avelgem) ist ein belgischer Politiker (N-VA, ehemals Volksunie).

## Leben
Vandemeulebroucke wuchs in Middelkerke auf, lebte danach in Mariakerke und aktuell in De Haan. Jaak Vandemeulebroucke studierte an der Katholischen Universität in Löwen und war danach Lehrer an einer Schule in Ostende. 1968 war er Mitbegründer der Vereinigung Flämischer Lehrkräfte. Er gehörte 25 Jahre lang dem Gemeinderat von Ostende an und saß von 1981 bis 1998 im Europäischen Parlament. Dort war er auch Vorsitzender der Regenbogen-Fraktion. Nach der Auflösung seiner Partei, der Volksunie, schloss er sich dem rechten Flügel, der Nieuw-Vlaamse Alliante (N-VA) an.

## Publikationen
- Europa, omzien naar morgen
- De Hormonenmaffia, Hadewijch, Antwerpen/Baarn 1993
- Het vlees is zwak mit Bart Staes, Hadewijch, Antwerpen, 1996